# HMS C6
HMS C6 – brytyjski okręt podwodny typu C. Zbudowany w latach 1905–1906 w Vickers w Barrow-in-Furness. Okręt został wodowany 20 sierpnia 1906 roku i rozpoczął służbę w Royal Navy 21 stycznia 1907 roku. 
W 1914 roku C6 stacjonował w Sheerness przydzielony do Piątej Flotylli Okrętów Podwodnych (5th Submarine Flotilla) pod dowództwem LCdr. Thomas C. B. Harbottlea. 
Okręt został sprzedany 20 listopada 1920 roku i zezłomowany.